# آبی‌چهره شرقی
آبی‌چهره شرقی (نام علمی: Northiella haematogaster) نام یک گونه از سرده آبی‌چهره است.